# (9935) 1986 CP1
(9935) 1986 CP1 (1986 CP1, 1977 AE2, 1978 NL1) — астероїд головного поясу, відкритий 4 лютого 1986 року.
Тіссеранів параметр щодо Юпітера — 3,371.